# Spiritual Healing
Spiritual Healing (с англ. — «Духовное исцеление») — третий студийный альбом американской дэт-метал-группы Death, вышедший в феврале 1990 года на лейбле Combat Records.
В альбоме прослеживается более высокий технический уровень, чем на предыдущих работах, особенно, что касается гитарных партий. Во многом этому поспособствовало участие известного продюсера Скотта Бёрнса и гитариста-виртуоза Джеймса Мёрфи, составившего с Чаком Шульдинером гармоничный гитарный тандем. Благодаря этому альбом несколько продвинулся в сторону прогрессивного метала, и в сравнении с предыдущими альбомами стал более мелодичным.

## История альбома
Предшествующий альбом Leprosy выдвинул группу на передовые позиции в новом направлении метала — дэт-метал. Чтобы поддерживать подобный статус, необходима была ещё более новаторская запись и техничные музыканты. Музыкально группа осталась в выбранном прежде русле. В одном из интервью Чак заметил:

«Дух моей музыки, даже если вам сложно в это поверить, чрезвычайно позитивный. Пусть темы негативны, но ведь в основе каждой из них заложена надежда на лучшее. Я твёрдо убеждён, что всё должно нести позитивный дух в себе. Даже если вам кажется, что земля уходит из-под ног, у вас всегда есть шанс подняться. В этом смысле я считаю, что музыка обладает невероятной способностью развернуть вашу жизнь, если что-то пошло неверно, заставить вас поднять голову и всё преодолеть.»

В своих текстах Чак продолжал бороться со злом, невежеством и устоявшимися стереотипами среднестатистических американцев. В самой песне «Spiritual Healing» Чак Шульдинер затронул тему влияния церковной индустрии на разум прихожан. Согласно одной легенде, сама идея третьего студийного альбома родилась у лидера «Death» во время просмотра одной телевизионной проповеди, во время которой пастор одной из церквей якобы исцелял безнадёжно больных людей. Песня «Living Monstrosity» рассказывает о ребенке, рожденном женщиной с кокаиновой зависимостью, «Altering the Future» затрагивает тему абортов. Такие песни, как «Defensive Personalities» и «Low Life» затрагивает тему людей, оставшихся за чертой, «Within the Mind» — о творческом потенциале.

## Список композиций
1. «Living Monstrosity» (Chuck Schuldiner) — 5:08
2. «Altering the Future» (Schuldiner, Terry Butler) — 5:34
3. «Defensive Personalities» (Schuldiner, Butler) — 4:45
4. «Within the Mind» (Schuldiner, James Murphy) — 5:34
5. «Spiritual Healing» (Schuldiner) — 7:44
6. «Low Life» (Schuldiner, Murphy, Butler) — 5:23
7. «Genetic Reconstruction» (Schuldiner, Murphy, Butler) — 4:52
8. «Killing Spree» (Schuldiner, Murphy) — 4:16

## В работе над альбомом участвовали
- Чак Шульдинер — соло- и ритм-гитара и вокал; автор музыки и всех текстов
- Джеймс Мёрфи — соло- и ритм-гитара, автор музыки
- Билл Эндрюс — ударные
- Терри Батлер — бас-гитара
- Эдвард Репка — дизайн обложки